# 霍卜约特语
霍卜约特语是一种现代南阿拉伯语言，使用范围为也门迈赫拉省与阿曼佐法尔省交界的一块狭窄区域。“霍卜约特”的词源尚不明了，霍卜约特语的使用者认为自己是说霍卜约特语的迈赫拉人。